# Пічкур кримський
Пічкур кримський (лат. Gobio krymensis) — риба з роду пічкурів, родини пічкурових. Зустрічається виключно у басейні річок Салгир, Альма і Бельбек на території Криму. Прісноводна демерсальна риба до 11 см довжиною.